# Huỳnh Tấn Nghiệp
Huỳnh Tấn Nghiệp (23 tháng 7 năm 1937 – 17 tháng 8 năm 2009). Nguyên quán Xã Tạ An Khương, huyện Đầm Dơi, tỉnh Cà Mau. Là Đại tá quân y Quân đội nhân dân Việt Nam. Nguyên chủ nhiệm quân y Quân khu 9. Ông còn có tên thường dùng là Hai Việt.

## Tiểu sử
Ông là con cả một gia đình nông dân. Cha ông là Huỳnh Ngọc Tốt và mẹ là Phan Thị Huờn. Cha ông tham gia Việt Minh và hy sinh trong một trận đánh tàu Tây trên kênh Mương Điều, huyện Đầm Dơi, Cà Mau.
Ông còn có một người em gái là Huỳnh Thị Vui bị bom của Mỹ sát hại cùng ba người con vào năm 1969.
Năm 1954, được một cán bộ Việt Minh dìu dắt ông tham gia đội thiếu nhi địa phương. Ngày 10/4/1954 ông chính thức nhập ngủ và được phân công làm chiến sĩ cứu thương của tiểu đoàn 410. Dưới quyền chỉ huy của tiểu đoàn trưởng Phạm Ngọc Thảo.
Tháng 7/1954, hiệp định Genève được ký kết. Từ Hộ Phòng – Cà Mau đơn vị ông được trung chuyển ra tàu lớn của Ba Lan và đưa ra miền Bắc tập kết.
Năm 1955 – 1957, ông là y tá,Cấp bậc Hạ sĩ – Tiểu đội trưởng, Đại đội 2, tiểu đoàn 3, trung đoàn 660.
Tháng 9/1957 – 9/1959, ông được điều về đại đội 11, trung đoàn 3, lữ đoàn 338 với cấp bậc trung sĩ. Ngày 10/4/1958 ông được kết nạp Đảng Lao động Việt Nam (nay là Đảng Cộng sản Việt Nam).
Tháng 10/1959 – 1/1961 ông là Trung đội phó. Tiểu đoàn 3, lữ đoàn 338. Với cấp bậc Thượng sĩ và là Y tá trưởng.
Tháng 2/1961 – 8/1961, ông là Y tá trưởng Đoàn Phương Đông 2, vượt Trường Sơn qua đường mòn Hồ Chí Minhtrở về miền Nam với cấp bậc Chuẩn uý.
Tháng 9/1961 – 6/1970, sau khi được học khoá Y sĩ tại trường Y sĩ Quân khu 9 ông được phân công làm đội trưởng "đội phẫu 901A" thuộc viện quân y 121.
Tháng 7/1970 – tháng 7/1972, ông được cử đi học Bác sĩ ở Phân hiệu trường Bác sĩ Tây Nam Bộ với cấp bậc Thượng uý.
Tháng 8/1972, ông là Bác sĩ chủ nhiệm khoa viện quân y 121 đóng tại Tiểu Dừa vùng U Minh Thượng.
30/4/1975, ông cùng đồng đội tiếp quản Quân y viện Phan Thanh Giản của Quân Lực Việt Nam Cộng Hòa tại Cần Thơ (sau đó đã đổi tên thành Viện quân y 121 – Quân khu 9 – Quân đội nhân dân Việt Nam).
Năm 1976 – 1979, ông được cử đi học tại Học viện quân y, thuộc Học viện quốc phòng – Quân đội nhân dân Việt Nam.
Cuối năm 1979, ông được cử sang chiến trường Campuchia làm viện trưởng Viện quân y 4 tiền phương – mặt trận 979. Sau đổi tên thành Viện quân y 122.
Tháng 9/1982 – 9/1983, ông có một khoảng thời gian ngắn trở về nước làm trợ lý kế hoạch cho Phòng Quân y quân khu 9 với cấp bậc Thiếu tá.
Tháng 10/1983, ông trở lại chiến trường Campuchia đảm nhiệm chức vụ Chủ nhiệm quân y Mặt trận 979, cấp bậc trung tá.
Tháng 5/1989 – 9/1997, ông cùng toàn bộ "quân tình nguyện Việt Nam" rút quân khỏi Campuchia. Về nước ông liên tiếp đảm nhận các chức vụ Phó chủ nhiệm rồi Chủ nhiệm Quân y Quân khu 9. Cấp bậc cuối cùng là Đại tá.
Tháng 10/1997, ông quyết định nghỉ hưu.
Tháng 3/2004, trong một lần kiểm tra sức khoẻ ông được phát hiện có khối u ác tính vùng trung thất. Được phẫu thuật tại bệnh viện Chợ Rẫy. Sau đó với sự trợ giúp của người con trai cả ông sang CHLB Đức và tiếp tục điều trị tại bệnh viện trường Đại học Aachen (RWTH – Rheinisch-Westfalisch Technische Hochschule Aachen)
Tháng 8/2004, ông trở về Việt Nam đến tháng 3/2009 bệnh cũ của ông tái phát. Ông được phẫu thuật lần hai tại Viện quân y 175 – (Quân y viện Cộng Hoà cũ). Tại đây, ông bị nhiễm trùng vết mổ. Ngày 31/7/2009, gia đình chuyển ông sang bệnh viện Việt Pháp. Sau khi có các kết quả xét nghiệm các bác sĩ bệnh viện Việt Pháp đã chẩn đoán ông bị nhiễm trùng rất nặng. Ông đã trút hơi thở cuối cùng vào ngày 17/8/2009 khi đang trên đường từ bệnh viện Việt Pháp – Thành phố Hồ Chí Minh về Cần Thơ.

## Công trạng
Trong vai trò là một quân nhân của Quân đội nhân dân Việt Nam, ông đã trực tiếp tham gia 3 cuộc chiến: "chiến tranh Đông Dương" – với Pháp, "chiến tranh Việt Nam" – với Mỹ và "chiến tranh biên giới Tây Nam" – với Pol Pot. Với vai trò là một Bác sĩ ông không những cứu sống hàng ngàn quân nhân mà ông còn cứu sống rất nhiều thường dân trong vùng kiểm soát của Mặt trận dân tộc giải phóng Miền nam Việt Nam, và thường dân Campuchia.
Thời gian công tác tại Campuchia trong tình trạng thiếu thuốc ông đã tích cực nghiên cứu các loại thảo dược sẵn có tại địa phương mà trong đó công trình nghiên cứu cây Hoàng đằng đã được Quân khu 9 đánh giá rất cao và được in thành sách.

## Khen thưởng
Ông được nhà nước và QĐNDVN tặng thưởng:
- Huy chương Chiến Thắng hạng nhì
- 2 Huân chương Quân Công hạng ba
- Huân chương Kháng chiến hạng nhất
- Huân chương Chiến Công Giải Phóng hạng nhì
- Huân chương Chiến Sĩ Vẻ Vang hạng nhất, nhì, ba
- Huân chương Chiến Sĩ Giải Phóng hạng nhất, nhì, ba
- Huân chương Bảo vệ Tổ Quốc Campuchia hạng nhất
- Huy chương Quân Kỳ Quyết Thắng
- Huy hiệu 50 năm tuổi Đảng
- 18 lần đạt danh hiệu Chiến Sĩ Thi Đua
- 19 lần đạt bằng khen và giấy khen

## Gia đình
Năm 1965, ông kết hôn với bà Nguyễn Thị Mỹ Huệ (Tư Lan), cùng là quân y sĩ bệnh viện 121 – Quân khu 9.
Ông bà có tất cả năm người con:
1. Huỳnh Mai Phượng (1966)
2. Huỳnh Việt Triều (1967)
3. Huỳnh Mai Vân (1973 – mất khi còn nhỏ)
4. Huỳnh Việt Trung (1975)
5. Huỳnh Thị Mai Hồng (1979).